# Enex Jean-Charles
Enex Jean-Charles (ur. 1960) – haitański polityk, w latach 2016–2017 premier Haiti.

## Życiorys
Urodził się w 1960 roku. 28 marca 2016 tymczasowy prezydent Jocelerme Privert powołał go na urząd premiera Haiti.
Jean-Charles jest politykiem bezpartyjnym, zastąpił na stanowisku Fritza Jeana. Urząd sprawował do 21 marca 2017, kiedy nowym premierem został Jack Guy Lafontant.